# HD 45364 c

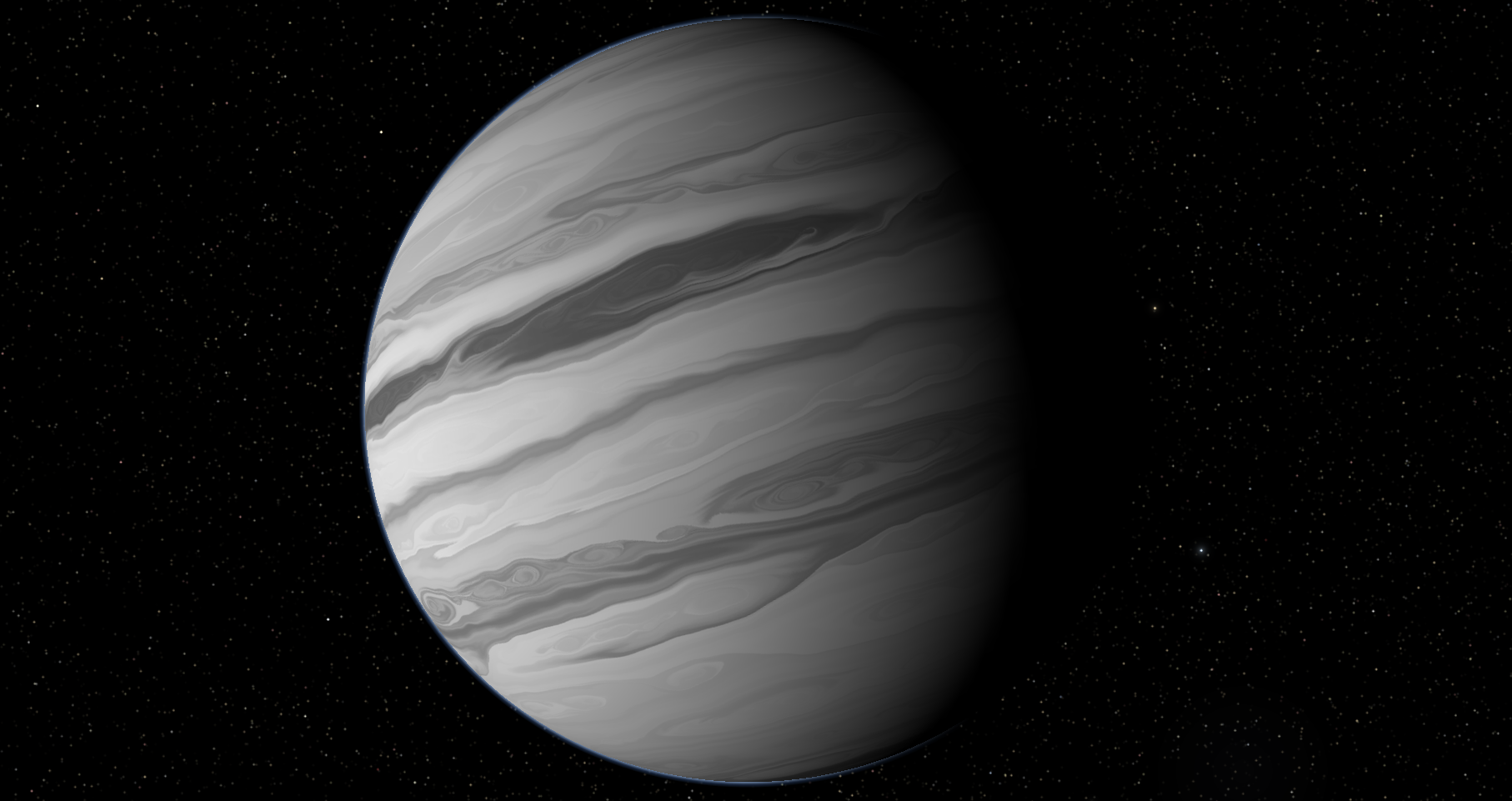

HD 45364 c는 큰개자리 방향으로 지구로부터 약 106 광년 떨어진 곳에 있는 항성 HD 45364 주위를 도는, 외계 행성이다. 어머니 항성 HD 45364는 8등급 밝기의 G형 주계열성이다. c는 HD45364 b와 3:2의 궤도공명을 보이고 있다. 최소 질량은 목성의 3.5배로 b보다 더 무겁고, 이는 목성 질량의 66퍼센트 정도이다. 항성을 1회 도는 데 걸리는 시간은 343일로 지구보다 22일 정도 적다. 궤도 이심률은 화성과 비슷한데, 이는 다른 외계 행성들과 비교할 때 그리 찌그러진 모양은 아니다. 항성에 가까워질 때는 0.81, 멀어질 때는 0.98 천문단위까지 물러난다. c는 2008년 8월 8일 HD 45364 b와 함께 발견되었다.

## 참고 문헌
- Correia;  외. (2009). “HD45364, a pair of planets in a 3:2 mean motion resonance”. 《Astronomy & Astrophysics》 496 (2): 521-526.